# Nash 680
Der Nash 680 war ein Sechszylinder-PKW, den die Nash Motors Company in Kenosha 1918 als erstes Modell eigener Produktion vorstellte und bis 1921 fertigte. Nachfolger war der fast unveränderte Nash Six (Modell 690), der bis 1924 gebaut wurde.
Sein Fahrgestell hatte Radstände von 3.073 mm oder 3.226 mm. Der Wagen hatte einen obengesteuerten Sechszylinder-Blockmotor mit 4.079 cm³ Hubraum (Bohrung × Hub = 82,6 mm × 127 mm) und einer Leistung von 55 bhp (40 kW) bei 2.400/min. Über eine Einscheiben-Trockenkupplung wurde die Motorkraft an ein Dreiganggetriebe (mit Mittelschaltung) und dann an die Hinterräder weitergeleitet. Die mechanischen Außenbandbremsen wirkten auf die Hinterräder.
Es gab einen 2-türigen Roadster, ein 2-türiges Coupé und eine 4-türige Limousine, sowie einen 4-türigen Tourenwagen mit 5 oder 7 Sitzen.
1919 kamen nur weitere Aufbauten dazu, technisch blieben die Wagen gleich.
1922 ersetzte der Nash Six (Modell 690) den 680, allerdings ohne merkliche Veränderung. Lediglich der Kühler baute etwas höher. Ab 1923 gab es auf Wunsch Scheibenräder anstatt der Speichenräder.
1925 ersetzten die deutlich überarbeiteten Modelle Advanced Six und Special Six die 680/690-Baureihe.